# Balgarovo
Balgarovo (Bulgaars: Българово) is een stad in de Bulgaarse oblast Boergas. Tot 1934 heette de stad Urum Yeniköy (Bulgaars: Урум Еникьой).

## Ligging
De stad Balgarovo ligt ongeveer 20 km ten noordwesten van het administratieve centrum Boergas, ongeveer 15 km ten zuidoosten van de stad Aitos en 6 km ten noorden van Kameno.

## Bevolking
Op 31 december 2019 telde de stad Balgarovo 1520 inwoners, een historisch dieptepunt sinds 1934 (zie: tabel). De bevolking bestaat nagenoeg uitsluitend uit etnische Bulgaren.
| Inwonersaantal | 2543 | 2919 | 2426 | 2550 | 2486 | 2280 | 2407 | 2122 | 1695 | 1520 |